# Pieter Bleeker
Pieter Bleeker (Zaandam, 1819. július 10. – Hága, 1878. január 24.) holland orvos és ichthyológus, akit Kelet-Ázsia halfajairól írt tanulmánya az Atlas Ichthyologique des Orientales Neerlandaises (1862–1877) tett ismertté.  

## Élete
A Holland Kelet-indiai Hadsereg egészségügyi tisztjeként 1842 és 1862 között Indonéziában szolgált. Ez idő alatt munkája mellett ichthiológiai kutatásokat is folytatott. Ehhez a legtöbb halat a helyi kereskedőktől szerezte be, de emellett jó kapcsolatokat ápolt a szigeteken kiépített különböző állami szervekkel, akik szintén küldtek számára tanulmányozandó fajokat. Az Indonéziában töltött idő alatt több mint 12000 fajt sikerült begyűjtenie, melyekből több ma is megtalálható Leidenben a Természettudományi Múzeumban. 
Hollandiába történt hazaérkezése után 1860-tól a gazdag gyűjteményét összerendezte azért, hogy publikálhassa az ichthyologiai  atlaszát, melyet mintegy 1500 illusztrációval is színesített. Felfedezéseit 36 kötetben adta közre, 1862-től egészen 1878-ban bekövetkezett haláláig. A munkáit 10 kötetbe foglalva 1977 és 1983 között a Smithsonian Intézet újra kiadta. Bleeker több mint 500 ichtiológiai tanulmányt készített, ezekben elsőként 511 új nemet és 1925 halfajt írt le.

## Fordítás
- Ez a szócikk részben vagy egészben a  Pieter Bleeker című angol Wikipédia-szócikk ezen változatának fordításán alapul.  Az eredeti cikk szerkesztőit annak laptörténete sorolja fel. Ez a jelzés csupán a megfogalmazás eredetét és a szerzői jogokat jelzi, nem szolgál a cikkben szereplő információk forrásmegjelöléseként.